# SV Gelb-Weiß Hamborn 1930
SV Gelb-Weiß Hamborn 1930 is een Duitse voetbalclub, uit Hamborn, een stadsdeel van Duisburg.

## Geschiedenis
De club werd opgericht in 1930. In 1943 promoveerde de club naar de Gauliga Niederrhein, de toenmalige hoogste klasse. De club werd zesde op tien clubs. Het volgende seizoen werd al vrij snel beëindigd wegens het nakende einde van de Tweede Wereldoorlog. Intussen is de club weggezakt tot in de laagste reeksen.